# Лонница (приток Шлины)
Лонница — река в России, протекает в Фировском и Вышневолоцком районах Тверской области. Устье реки находится в 12 км по правому берегу реки Шлина. Длина реки составляет 44 км, площадь водосборного бассейна 289 км².
В 14 км от устья слева в Лонницу впадает Речица.
На реке стоит деревня Великий Двор Лужниковского сельского поселения.

## Данные водного реестра
По данным государственного водного реестра России относится к Балтийскому бассейновому округу, водохозяйственный участок реки — Шлина, речной подбассейн реки — Волхов. Относится к речному бассейну реки Нева (включая бассейны рек Онежского и Ладожского озера).
Код объекта в государственном водном реестре — 01040200112102000020088.